# Orso d'argento, premio della giuria (cortometraggi)
L'Orso d'argento, premio della giuria (cortometraggi) (Silberner Bär Preis der Jury (Kurzfilm)) è un premio assegnato annualmente dalla giuria "Cortometraggi" del Festival di Berlino. Inaugurato nel 1958 come Premio straordinario, è stato assegnato dalla giuria "Documentari e cortometraggi" fino al 1964. Dall'anno successivo ha assunto l'attuale denominazione ed è stato assegnato dalla giuria internazionale del festival fino al 2003, quando è tornato ad essere aggiudicato da un'apposita giuria.
Il serbo Aleksandar Ilić e il ceco Pavel Koutský sono gli unici registi ad aver vinto più di una volta questo riconoscimento, il primo per Sova (1973) e SSS (1975), il secondo per Láska na první pohled (1988), Posledních 100 let Marx-Leninismu v Cechách (1991), At zije mys! (1993) e Média (2000).

## Albo d'oro

### Premio straordinario della giuria
Assegnato dalla giuria "Documentari e cortometraggi".
- 1958
  - Glas, regia di Bert Haanstra  ·   Paesi Bassi
  - Königin im Frauenreich, regia di H. Zickendraht  ·   Svizzera
- 1959: Hest på sommerferie, regia di Astrid Henning-Jensen  ·   Regno Unito/ Danimarca
- 1961
  - De lage landen, regia di George Sluizer  ·   Paesi Bassi
  - Lo specchio, la tigre e la pianura, regia di Raffaele Andreassi  ·   Italia
  - Sirènes, regia di Emile Degelin  ·   Belgio
  - Morning on the Lièvre, regia di David Bairstow  ·   Canada
- 1962
  - Nahanni, regia di Donald Wilder  ·   Canada
  - The Ancestors, regia di André Libik  ·   Nigeria
  - Venedig, regia di Kurt Steinwendner  ·   Austria
  - Test for the West: Berlin, regia di Franz Baake  ·   Germania Ovest
- 1963
  - Tovi, regia di Errko Kivikoski  ·   Finlandia
  - Flaming Poppies, regia di Hushang Shafti  ·   Iran
- 1964: Signale, regia di Raimund Ruehl  ·   Germania Ovest

### Premio della giuria
Assegnato dalla giuria internazionale fino al 2002, in seguito dalla giuria "Cortometraggi".

#### Anni 1960
- 1965: Een zondag op het eiland van de Grande Jatte, regia di Frans Weisz  ·   Paesi Bassi
- 1966: Rosalie, regia di Walerian Borowczyk  ·   Francia
- 1967: Flea Ceoil, regia di Louis Marcus  ·   Irlanda
- 1968: Krek, regia di Borivoj Dovnikovic-Bordo  ·   Jugoslavia
  - Nel 1968 è stato assegnato anche il premio straordinario della giuria a Toets di Tim Tholen.
- 1969: Presadjivanje Osecanja, regia di Dejan Djurkovic  ·   Jugoslavia

#### Anni 1970
- 1971: Il continuo, regia di Vlatko Gilic  ·   Jugoslavia
- 1972
  - Tri etide za Cathy i Milosa, regia di Jože Pogačnik  ·   Jugoslavia
  - The Selfish Giant, regia di Peter Sander  ·   Canada
- 1973
  - Biografija Jozefa Sulca, regia diPredrag Golubovic  ·   Jugoslavia
  - Sova, regia di Aleksandar Ilić  ·   Jugoslavia
- 1974
  - Straf, regia di Olga Madsen  ·   Paesi Bassi
  - Sea Creatures, regia di Robin Lehman  ·   Regno Unito
- 1975
  - Strast, regia di Aleksandar Ilić  ·   Jugoslavia
  - SSS, regia di Václav Bedrich  ·   Cecoslovacchia
- 1976
  - Ominide, regia di Paolo Villani  ·   Italia
  - Trains, regia di Caleb Deschanel  ·   Stati Uniti
- 1977
  - Feniks, regia di Petar Gligorovski  ·   Jugoslavia
  - Etuda o zkousce, regia di Evald Schorm  ·   Cecoslovacchia
- 1978
  - Une vielle soupière, regia di Michel Longuet  ·   Francia
  - The Contraption, regia di James Dearden  ·   Regno Unito
- 1979: Phantom, regia di René Perraudin e Uwe Schrader  ·   Germania Ovest

#### Anni 1980
- 1980: Rod Gröth, regia di Jörg Moser-Metius  ·   Germania Ovest
- 1981: Ter land, ter zee en in de lucht, regia di Paul Driessen  ·   Paesi Bassi
- 1982: San ge heshang, regia di Xu Jingda  ·   Cina
- 1983: Was das Leben so verspricht, regia di Egon Haase  ·   Germania Ovest
- 1984: Yu bang xiang zheng, regia di Jinqing Hu  ·   Cina
- 1985: Paradise, regia di Ishu Patel  ·   Canada
- 1986: Auguszta etet, regia di Csaba Varga  ·   Ungheria
- 1987: Luxo Junior (Luxo Jr.), regia di John Lasseter  ·   Stati Uniti
- 1988: Láska na první pohled, regia di Pavel Koutský  ·   Cecoslovacchia
- 1989: Údel, regia di Jaroslava Havettová  ·   Cecoslovacchia

#### Anni 1990
- 1990: Ilha das Flores, regia di Jorge Furtado  ·   Brasile
- 1991: Posledních 100 let Marx-Leninismu v Cechách, regia di Pavel Koutský  ·   Cecoslovacchia
- 1993: At zije mys!, regia di Pavel Koutský  ·   Rep. Ceca
- 1994: Balthazar, regia di Christophe Fraipont  ·   Francia/ Belgio
- 1995: My Baby Left Me, regia di Milorad Krstic  ·   Ungheria
- 1996: Maalaislääkäri, regia di Katariina Lillqvist  ·   Finlandia
- 1997: Late at Night, regia di Stefanie Jordan, Stefanie Saghri e Claudia Zoller  ·   Germania
- 1998: Cinema Alcázar, regia di Florence Jaugey  ·   Nicaragua
- 1999: Desserts, regia di Jeff Stark  ·   Regno Unito

#### Anni 2000
- 2000: Média, regia di Pavel Koutský  ·   Rep. Ceca
- 2001: Jungle Jazz: Public Enemy #1, regia di Frank Fitzpatrick  ·   Stati Uniti
- 2002: Bror min, regia di Jens Jønsson  ·   Svezia
- 2003: En ausencia, regia di Lucía Cedrón  ·   Argentina
  - Nel 2003 è stato assegnato anche il gran premio della giuria a Shyol tramvay N° 9 di Stepan Koval.
- 2004: Vet!, regia di Brigit Hillenius e Karin Junger  ·   Paesi Bassi
- 2005
  - The Intervention, regia di Jay Duplass  ·   Stati Uniti
  - Jam Session, regia di Izabela Plucinska  ·   Germania/ Polonia
- 2006
  - Gratte-papier, regia di Guillaume Martinez  ·   Francia
  - Our Man in Nirvana, regia di Jan Koester  ·   Germania
- 2007
  - Décroche, regia di Manuel Schapira  ·   Francia
  - Mei, regia di Arvin Chen  ·   Stati Uniti/ Taiwan
- 2008: Udedh Bun, regia di Siddharth Sinha  ·   India
- 2009: Jade, regia di Daniel Elliott  ·   Regno Unito

#### Anni 2010
- 2010: Hayerida, regia di Shai Miedzinski  ·   Israele
- 2011: Pu-seo-jin bam, regia di Yang Hyo-joo  ·   Corea del Sud
- 2012: Gurêto rabitto, regia di Atsushi Wada  ·   Francia/ Regno Unito/ Giappone
- 2013: Die Ruhe bleibt, regia di Stefan Kriekhaus  ·   Germania
- 2014: Laborat, regia di Guillaume Cailleau  ·   Germania
- 2015: Bad at Dancing, regia di Joanna Arnow  ·   Stati Uniti
- 2016: A Man Returned, regia di Mahdi Fleifel  ·   Regno Unito/ Danimarca/ Paesi Bassi/ Libano
- 2017: Ensueño en la Pradera, regia di Esteban Arrangoiz Julien  ·   Messico
- 2018: Imfura, regia di Samuel Ishimwe  ·   Svizzera/ Ruanda
- 2019: Blue Boy, regia di Manuel Abramovich  ·   Argentina/ Germania

#### Anni 2020
- 2020: Filipiñana, regia di Rafael Manuel  ·   Filippine/ Regno Unito
- 2021: Xia Wu Guo Qu Le Yi Ban, regia di Zhang Dalei  ·   Cina
- 2022: Manhã de Domingo, regia di Bruno Ribeiro  ·   Brasile
- 2023: Dipped in Black, regia di Matthew Thorne e Derik Lynch  ·   Australia